# Juozas Aleksonis
Juozas Aleksonis (ros. Юозас Юльевич Алексонис, ur. 23 października 1913 we wsi Ricieliai na Litwie, zm. 5 kwietnia 1944 w Kownie) – radziecki działacz komunistycznego podziemia narodowości litewskiej podczas wojny ZSRR z Niemcami, uhonorowany pośmiertnie tytułem Bohatera Związku Radzieckiego w 1958.

## Życiorys
Urodził się w rodzinie chłopskiej. Skończył szkołę podstawową. Odbył służbę wojskową w litewskiej armii, uczył się w szkole ekonomicznej w Kownie, gdzie założył komórkę komunistycznej organizacji młodzieżowej. W 1944 był członkiem Komitetu Miejskiego Komsomołu w Kownie. W 1943 skończył radziecką szkołę specjalnego przeznaczenia i został wysłany na terytorium okupowanej przez Niemców Litwy, gdzie został radzistą podziemnej radiostacji w Kownie. Przekazywał mieszkańcom miasta otwartym tekstem wiadomości Sowinformbiura o sytuacji na frontach, okrucieństwach faszystowskich najeźdźców i wzywał do walki z nimi. Radiostacja została odkryta przez Niemców, jednak Aleksonisowi udało się uciec. Po uzyskaniu nowej radiostacji osiadł praktycznie w centrum miasta, koło stacji kolejowej. Obserwując pociągi wroga, powiadamiał o nich sztab ruchu partyzanckiego, dostarczając radzieckiemu dowództwu cennych informacji o ruchu niemieckich pociągów. W styczniu 1944 zmienił miejsce przebywania na dom robotnika-komunisty Obelenisa. 5 kwietnia 1944 dom ten został okrążony przez Niemców; Aleksonis zastrzelił się ostatnim nabojem. 1 lipca 1958 otrzymał pośmiertnie tytuł Bohatera Związku Radzieckiego i Order Lenina. Jego imieniem nazwano statek morski i szkołę średnią w Kownie.